# Rancid (album, 2000)
Ne doit pas être confondu avec Rancid (album, 1993).
Albums de Rancid
Life Won't Wait
(2000) Indestructible
(2003)
Rancid est un album du groupe de punk américain éponyme. Cet album, sans doute leur moins mélodique, est plus proche du punk hardcore que du punk rock.

## Liste des pistes
1. Don Giovanni – 0:35
2. Disgruntled – 1:00
3. It's Quite Alright – 1:29
4. Let Me Go – 3:13
5. I Am Forever – 1:03
6. Poison – 1:17
7. Loki – 0:47
8. Blackhawk Down – 1:41
9. Rwanda – 1:20
10. Corruption – 1:27
11. Antennas – 1:10
12. Rattlesnake – 1:42
13. Not to Regret – 2:16
14. Radio Havana – 3:42
15. Axiom – 1:40
16. Black Derby Jacket – 2:35
17. Meteor of War – 1:21
18. Dead Bodies – 1:48
19. Rigged on a Fix – 1:16
20. Young Al Capone – 1:52
21. Reconciliation – 1:20
22. GGF – 3:39